# Кубни метар
Кубни метар (симбол: m³) је СИ изведена јединица за запремину. То је запремина коцке са страницама дужине једног метра. Алтернативно име, које више није у широј примени је килолитар.

## Конверзије
1 кубни метар је еквивалентан:
- 1.000 литара (тачно); 1 литар = 0,001 m³ (тачно)
- ~35,3 кубних стопа (приближно); 1 кубна стопа = 0,028 316 846 592 m³ (тачно)
- ~1,31 кубни јард (приближно); 1 кубни јард = 0,764 554 857 984 m³ (тачно)
- ~6,29 барела нафте (приближно); 1 барел = 0,158 987 294 928 m³ (тачно)

Кубни метар чисте воде на температури максималне густине (3,98 °C) и стандардном атмосферском притиску (101,325 kPa) има масу од 1.000 , или једне тоне. На 0 , тачки мржњења воде, то је мало мање, 999,972 kg.

## Веће и мање мере

### Веће мере
- Кубни декаметар (dam³) је 1.000 кубних метара, и једнак је запремини коцке чија је страница 1 декаметар (10 метара).
- Кубни хектометар је запремина једнака запремини коцке чија је страница 1 хектометар (100 метара). 1 hm³ је 1.000 × 106 литара (гига литар). 1.000 кубних декаметара је 1 кубни хектометар (hm³) а 1.000 кубних хектометара је 1 кубни километар.
- Кубни километар је запремина једнака запремини коцке чија је страница дужине 1 километар.

### Мање мере
- Кубни дециметар је запремина коцке странице 1 дециметар (0,1 метар). 1 кубни дециметар је сада једнак 1 литру.
  - Од 1901. до 1964. литар је био дефинисан као 1 килограм чисте воде на 4 степена целзијусова и притиску од 760 mmHg. Током овог периода, литар је био око 1,000028 dm³. 1964, је враћена оригинална дефиниција.
- Кубни центиметар (cm³) је једнак запремини коцке странице 1 центиметар.
- Кубни милиметар је запремина једнака запремини коцке странице 1 милиметар.